# 1962 în literatură
Anul 1962 în literatură a implicat o serie de evenimente și cărți noi semnificative. 

## Cărți noi
- J. G. Ballard - The Drowned World
- Philip José Farmer‎ - Fire and the Night
- Zaharia Stancu - Jocul cu moartea
- Kurt Vonnegut - Mother Night

## Premii
- Premiul Nobel pentru Literatură: